# Macrocoma dakkai
Macrocoma dakkai é uma espécie de escaravelho de folha de Marrocos, descrito por Kocher em 1962.